# Thomisops melanopes
Thomisops melanopes là một loài nhện trong họ Thomisidae.
Loài này thuộc chi Thomisops. Thomisops melanopes được miêu tả năm 1989 bởi Dippenaar-Schoeman.